# Black Panties
Black Panties é um álbum de R. Kelly, lançado em 2013.

## Faixas
1. "Legs Shakin" (featuring Ludacris)
2. "Cookie"
3. "Throw Money On You"
4. "Prelude"
5. "Marry the Pussy"
6. "You Deserve Better"
7. "Genius"
8. "All the Way" (featuring Kelly Rowland)
9. "My Story" (featuring 2 Chainz)
10. "Right Back"
11. "Spend That" (featuring Young Jeezy)
12. "Crazy Sex"
13. "Shut Up"